# Rottberger Schule
Die Rottberger Schule ist das bis 1958 genutzte Gebäude der ehemaligen Evangelischen Volksschule der Bauerschaft Rottberg.

## Lage und Beschreibung

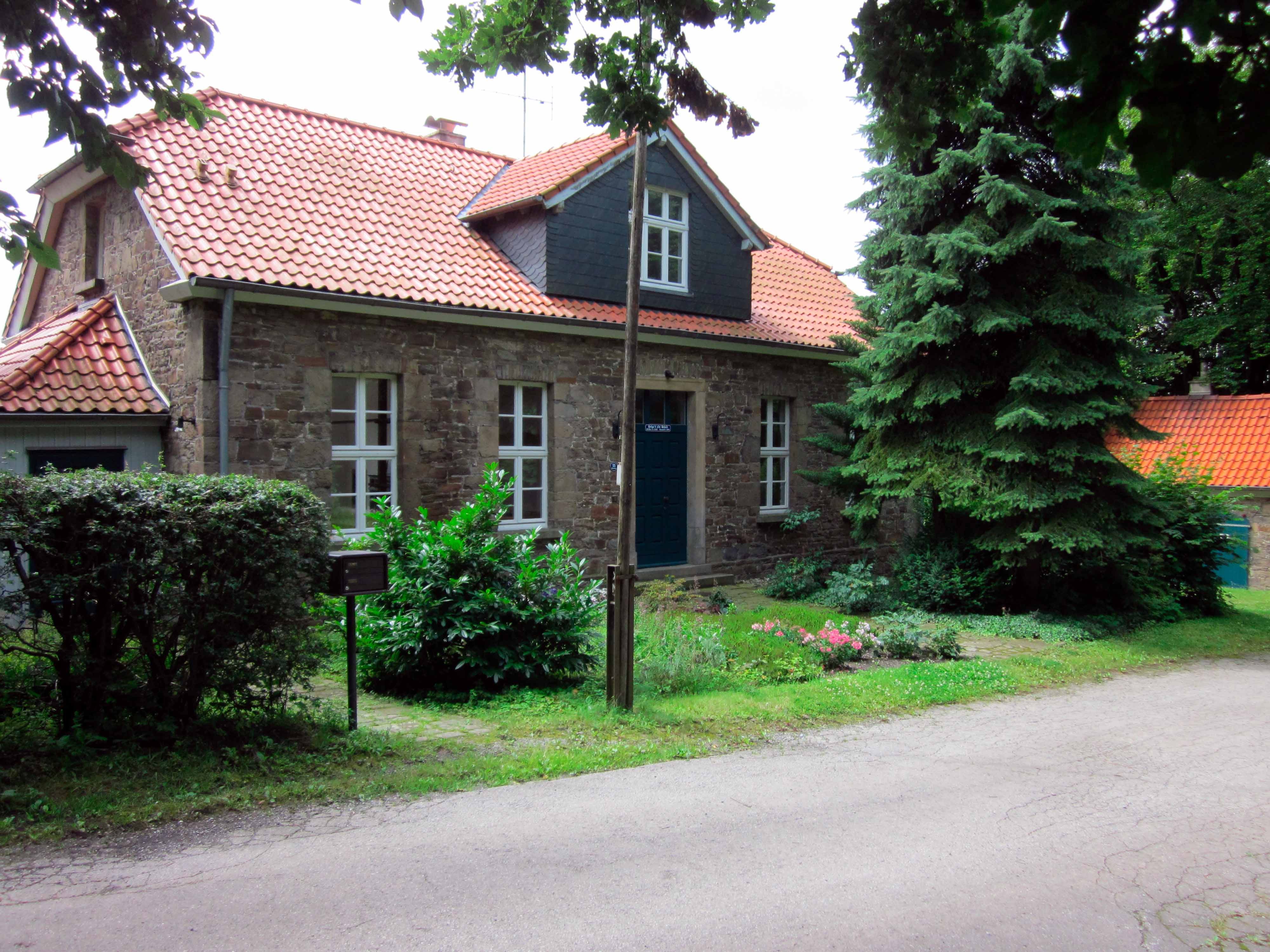
Das ehemalige zweite Schulhaus von 1840 ist heute ein Wohnhaus

Der Ortsteil Rottberg liegt im Außenbereich der Stadt Velbert. Das Schulgebäude steht auf einem weithin sichtbaren Berg zwischen Röbbeck und Hesperbach inmitten der historischen Hoflagen der Bauerschaft.
Die Schule bestand in drei Gebäuden, welche zu verschiedenen Zeiten als Schulhaus genutzt wurden.
1777 erfolgte der Bau eines Fachwerkhauses am Winacker, welches in stark veränderter Form noch heute als Wohnhaus dient.
1840 wurde das Schulhaus durch ein Bruchsteingebäude ergänzt. Hier wurde bis zur Schließung unterrichtet. Auch dieses Gebäude ist heute restauriert und als Wohnhaus genutzt.
1913 erfolgte ein barackenartiger Erweiterungsbau. Er war im Zweiten Weltkrieg das Baubüro der Kruppschen Nachtscheinanlage. Die Scheineisenbahn umrundete Haus Winacker und fuhr durch den Schulgarten. Später diente das Gebäude von 1913 als Jugendheim und ist heute ebenfalls ein Wohnhaus.

## Geschichte
Der Rottberg war im Spätmittelalter und in der Frühen Neuzeit der Kern einer gleichnamigen Bauerschaft der Herrschaft Hardenberg. Diese wurde 1808 aufgehoben. Bis 1929 gehörte die Bauerschaft Rottberg zur Bürgermeisterei Neviges, seither zu Velbert.
Der Hof Willinghaus auf dem Rottberg (890 als Willinghuson erstmals erwähnt) trägt eine sächsische Namensendung.
Weit verbreitet waren im Bergischen Land die „Heck- und Nebenschulen“, welche von den Bauerschaft gemeinsam errichtet und unterhalten wurden. Die Bauern gaben ein eher unbrauchbares Stück Land her, einige Eichenbalken und den Lehm, der sich auf dem Baugrund fand. So entstanden die ersten Schulhäuser.
Bis dahin war Unterricht nur in den kirchlichen Schulen in Langenberg und Velbert möglich. Das war zu weit für die Kinder der abgelegenen Bauerschaften, die nun Eigeninitiative ergriffen, gegen die der Freiherr von Hardenberg schon 1694 ein Mandat erließ. 1709 und 1722 erfolgten erneut Verbote, jedoch ohne dauerhaften Erfolg. Das elementare Bildungswesen im Bergischen Land war damit sehr fortschrittlich, wenn man bedenkt, dass in Preussen 1717 die allgemeine Schulpflicht festgeschrieben wurde, und erst 1919 in der Weimarer Verfassung ihren Abschluss fand.
Die begüterten Bauern sorgten auch reihum für die Verpflegung der Lehrer, die über ihre ansonsten schlechte Bezahlung klagten.
Am abgelegenen Rottberg beginnt erst 1777 der ständige Unterricht in einem Fachwerkhaus am Winnacker. Über das Leben in der Schule am Rottberg wird auch in der Schulchronik der benachbarten Vossnacker Schule berichtet. Mit der Einführung der Schulbusse endete 1968 die Zeit der kleinen Landschulen.